# Čumil
Čumil (dosłownie Gap) – pomnik na Starym Mieście w Bratysławie.

## Opis
Rzeźba przedstawia kanalarza wychylającego się z otwartego włazu kanalizacyjnego i obserwującego przechodniów z poziomu ulicy. Autorem brązowej figury jest Viktor Hulík, a Čumil powstał jako część projektu rewitalizacji centrum Bratysławy. Postać podglądacza zamontowano 26 lipca 1997 roku i od razu stała się jednym z najchętniej fotografowanych pomników stolicy Słowacji. Jak twierdzi sam autor, Čumil niczego nie symbolizuje, nie jest to nikt kiedykolwiek żyjący, nie odnosi się do żadnych wydarzeń, a jedynie miał być sposobem na ożywienie starówki. Niezależnie od wiedzy i woli autora pomnika, powstają liczne historie z nim związane – zarówno opisujące życiorys domniemanego pierwowzoru postaci, jak i obiecujące szczęście w zamian za pogłaskanie Čumila po głowie.
Rzeźba Čumila znajduje się u zbiegu ulic Laurinskiej, Panskiej i Bramy Rybackiej w strefie pieszej Starego Miasta. Od 1999 roku rzeźba wskazana jest specjalnie przygotowanym znakiem przypominającym drogowy. Znak zawiera wizerunek Čumila oraz napis „MAN AT WORK”. Przyczyną takiego wyszczególnienia były dwa wypadki komunikacyjne, w których rzeźba została uszkodzona. Znak ma zwrócić uwagę zarówno turystów, jak i kierowców pojazdów dopuszczonych do poruszania się po strefie pieszej.

## Kopie
W 2008 roku na Białorusi (w Bobrujsku i Homlu) powstały pomniki o bardzo zbliżonej formie do bratysławskiego Čumila, które ze względu na podobieństwo detali, można uznać za samowolne kopie słowackiego pomnika. 
Pomnik Kanalarza jest też w Serbii w mieście Subotica, choć nie jest już tak uśmiechający się.

## Galeria

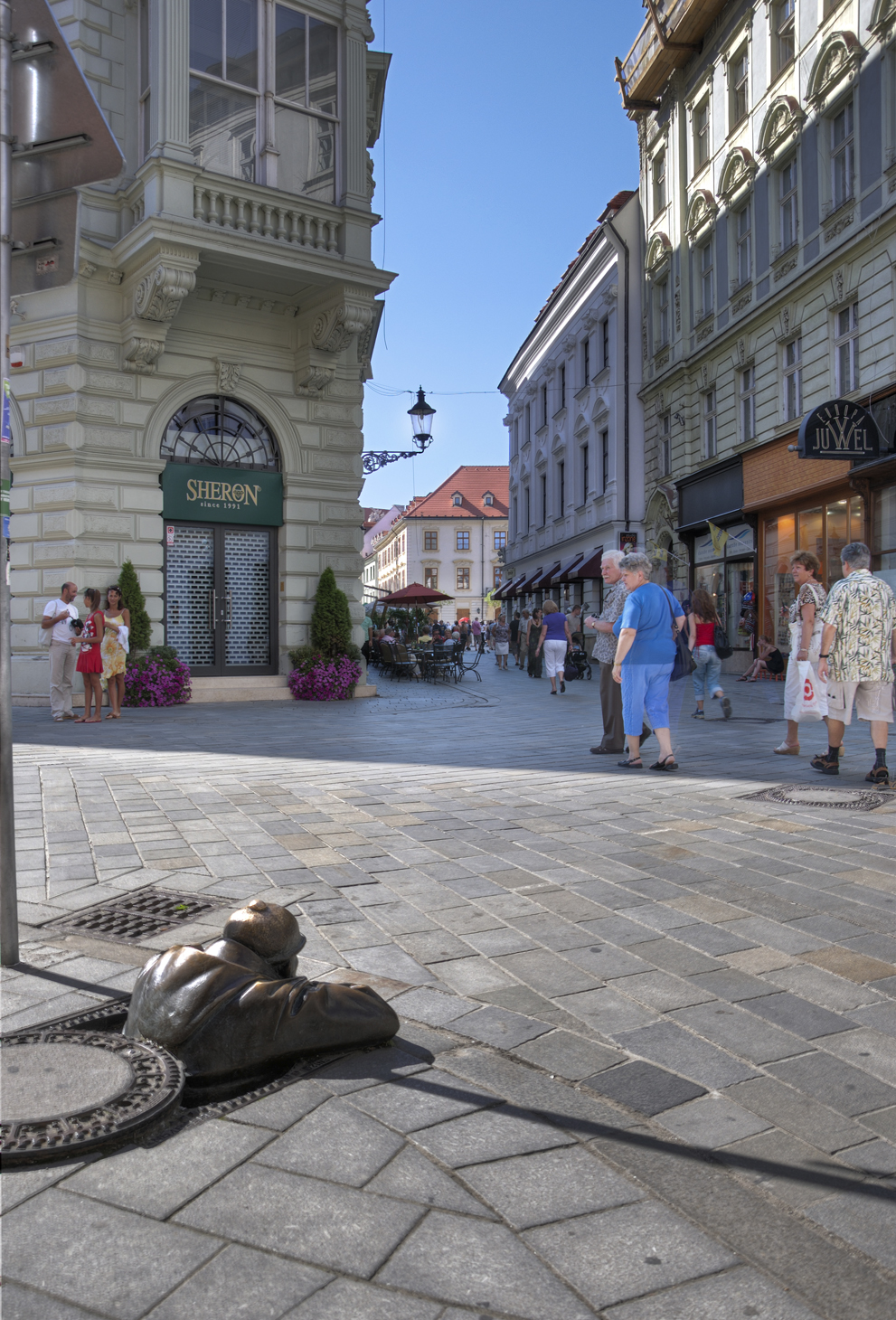
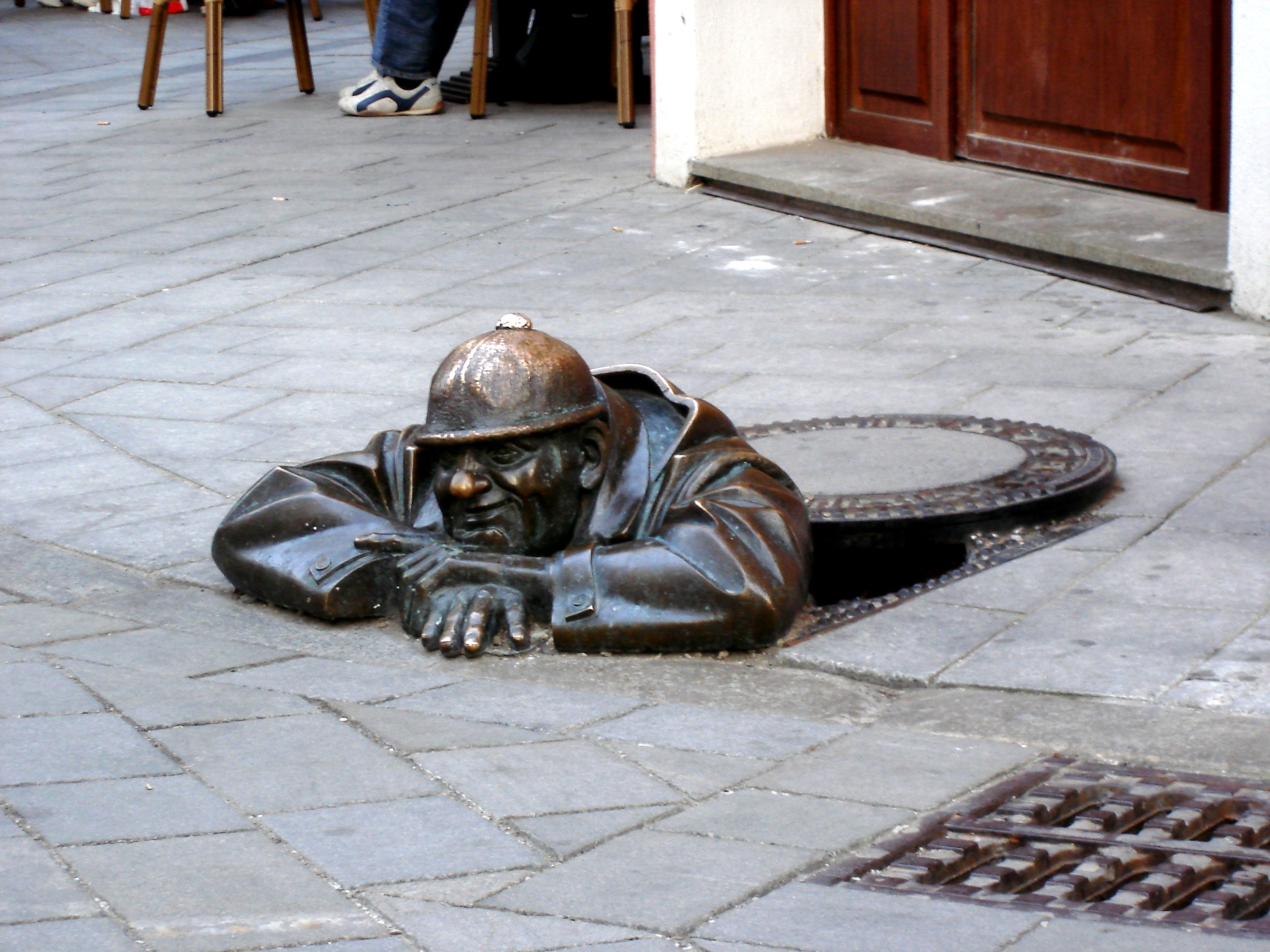
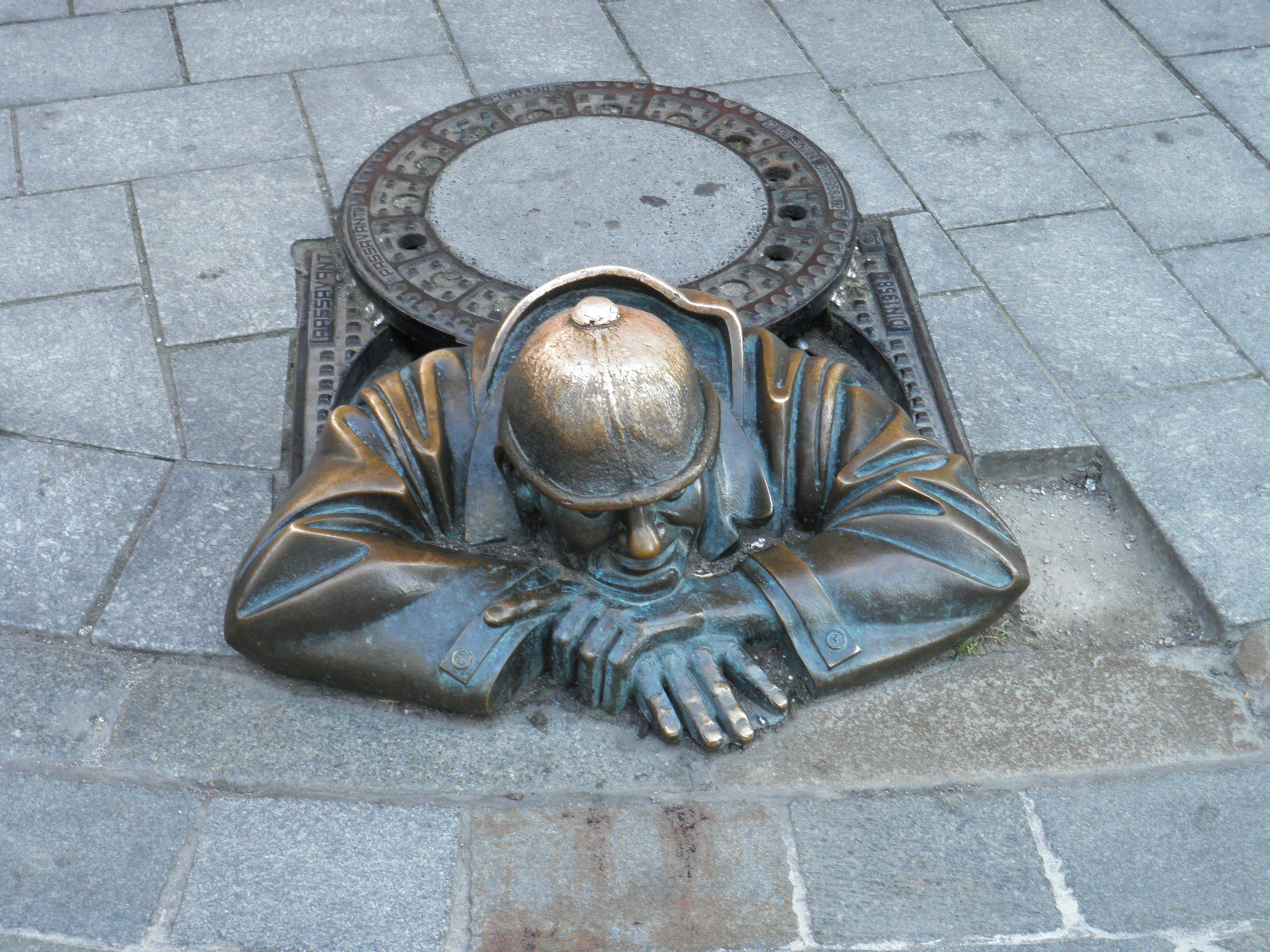
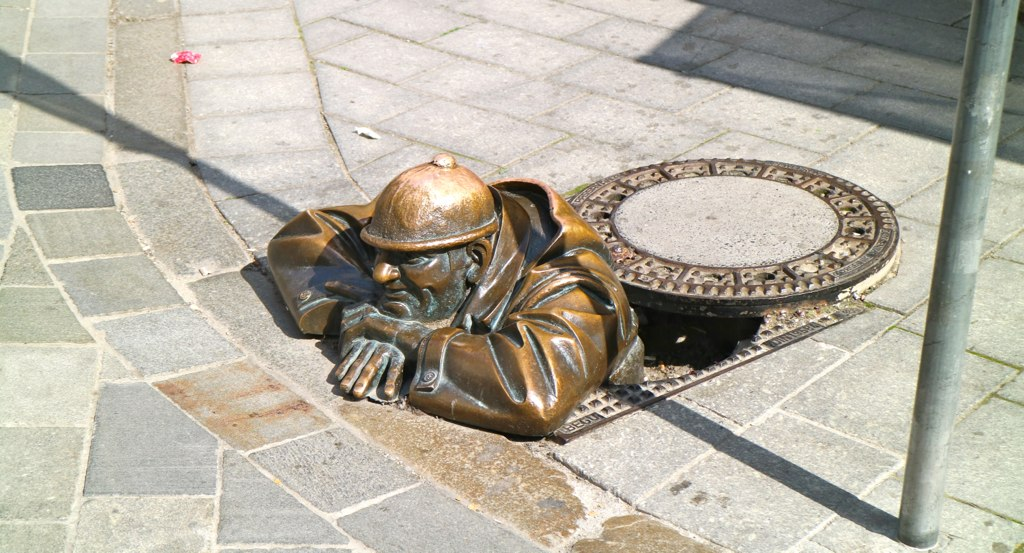
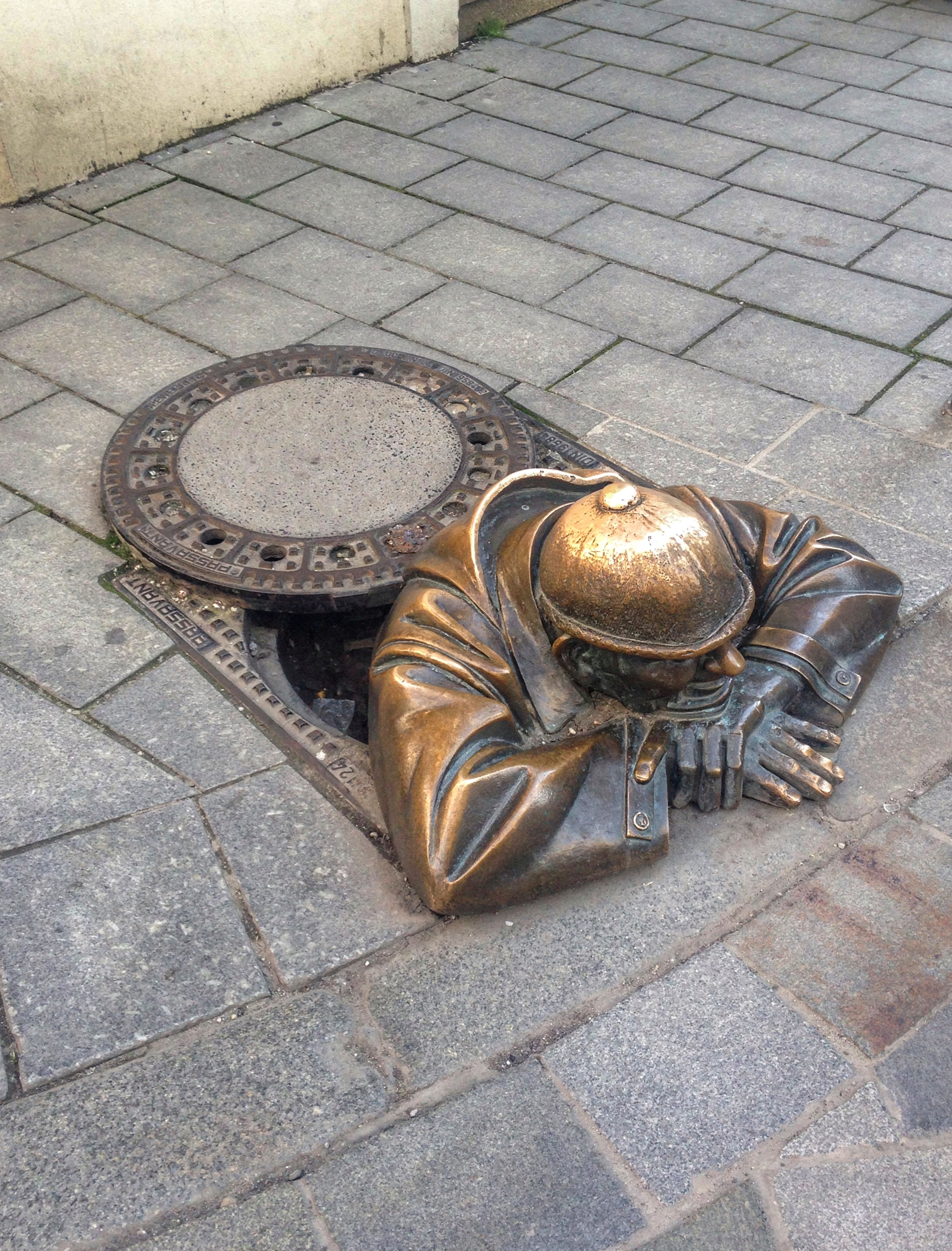
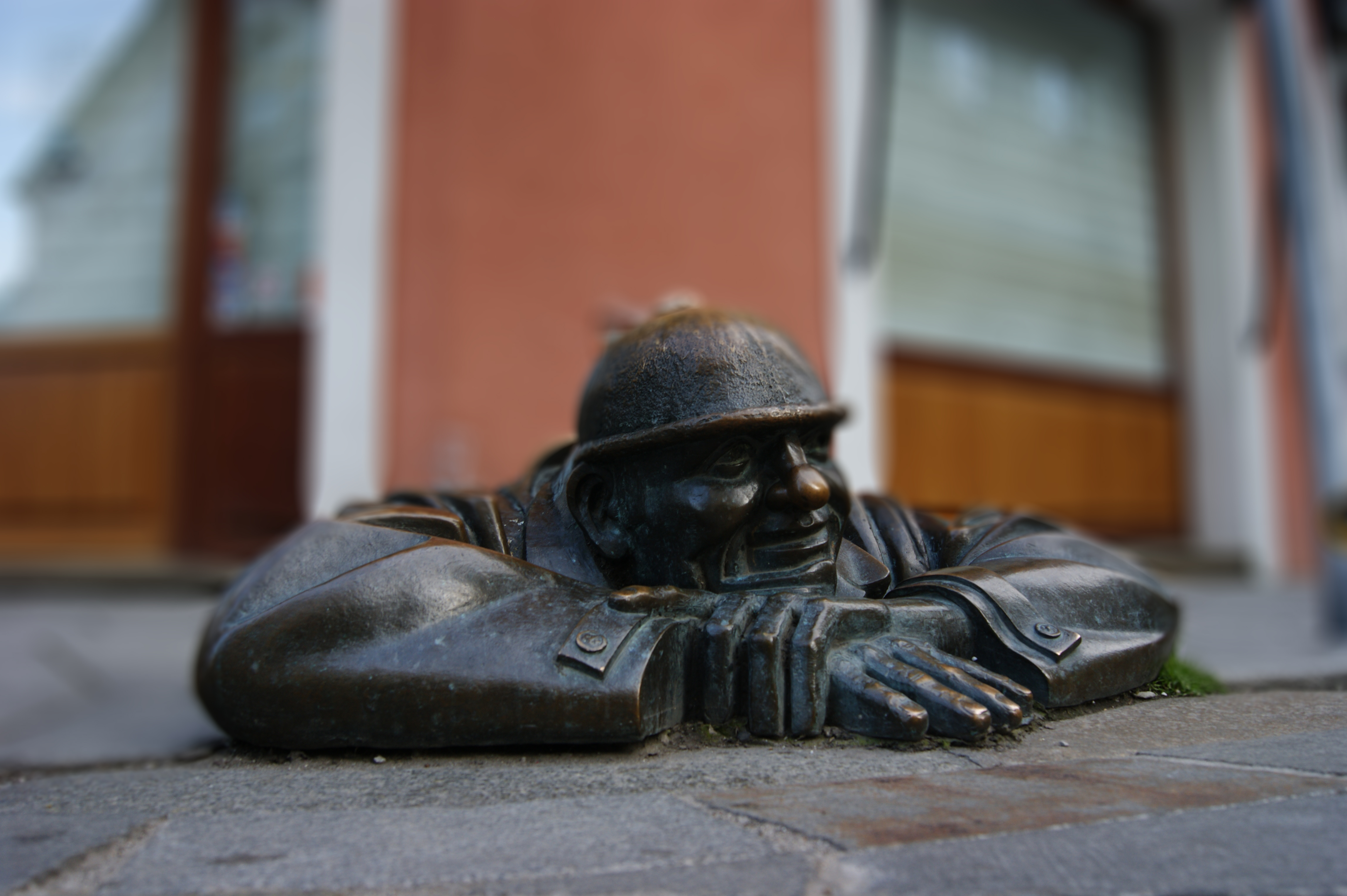
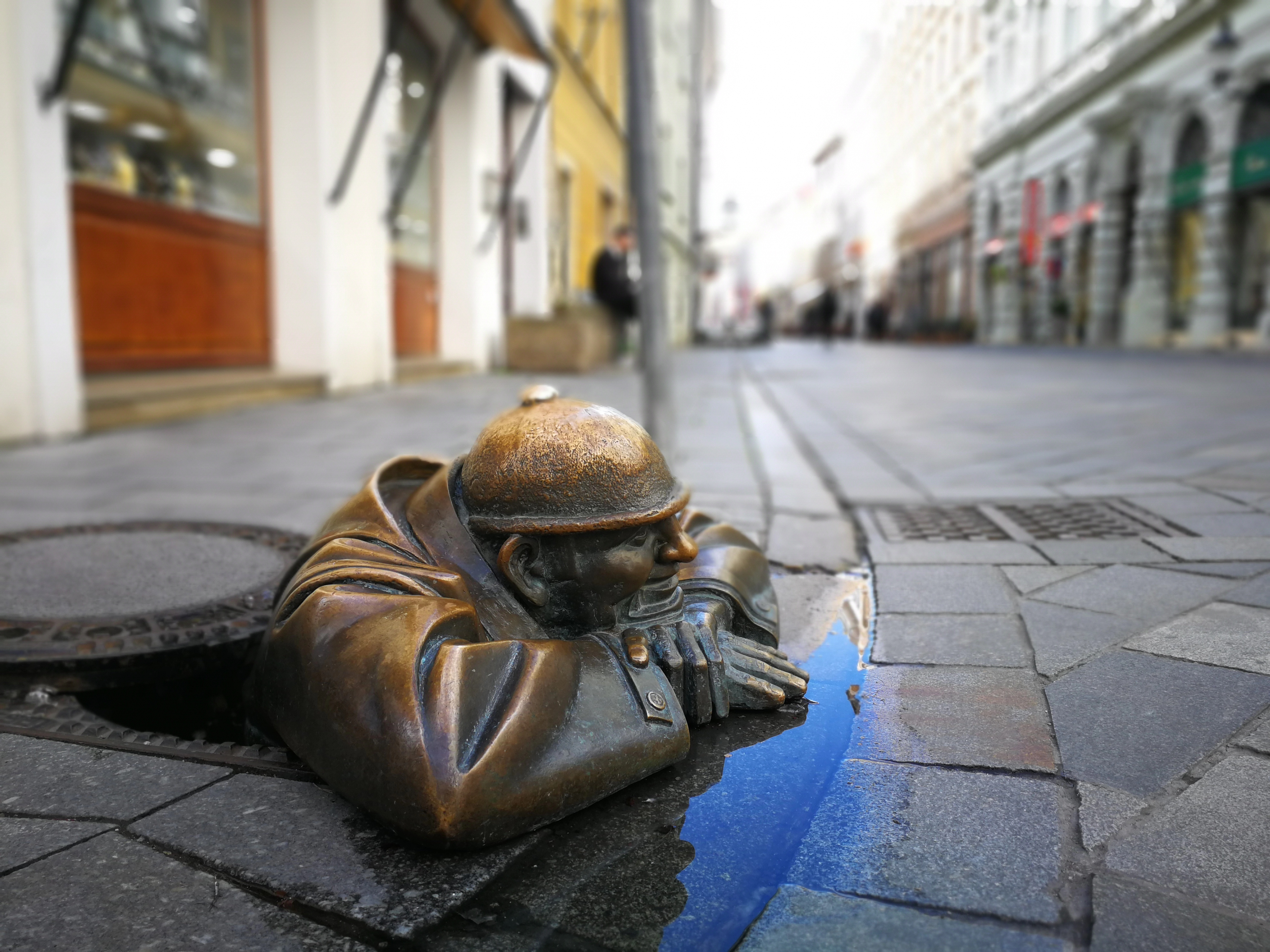
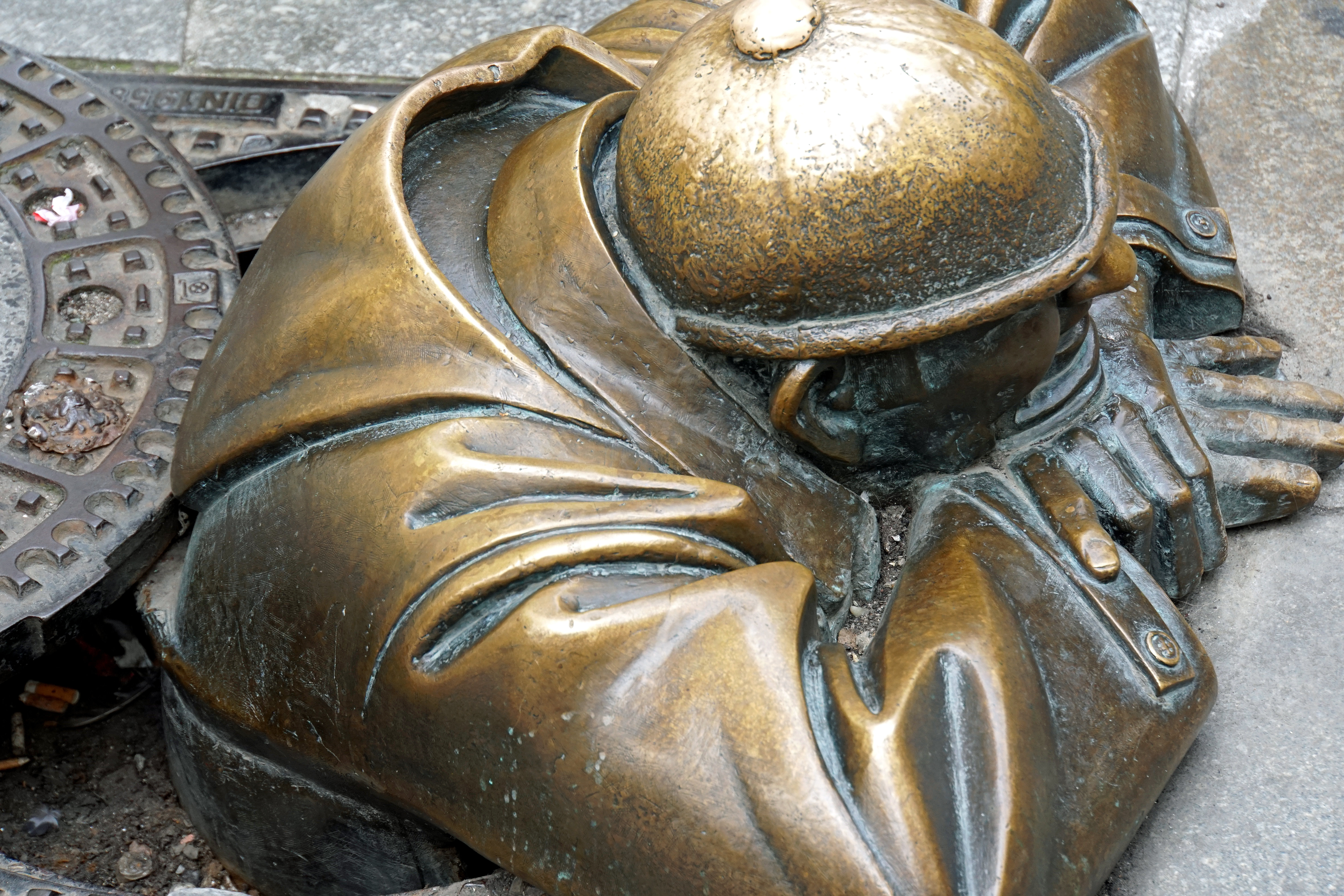
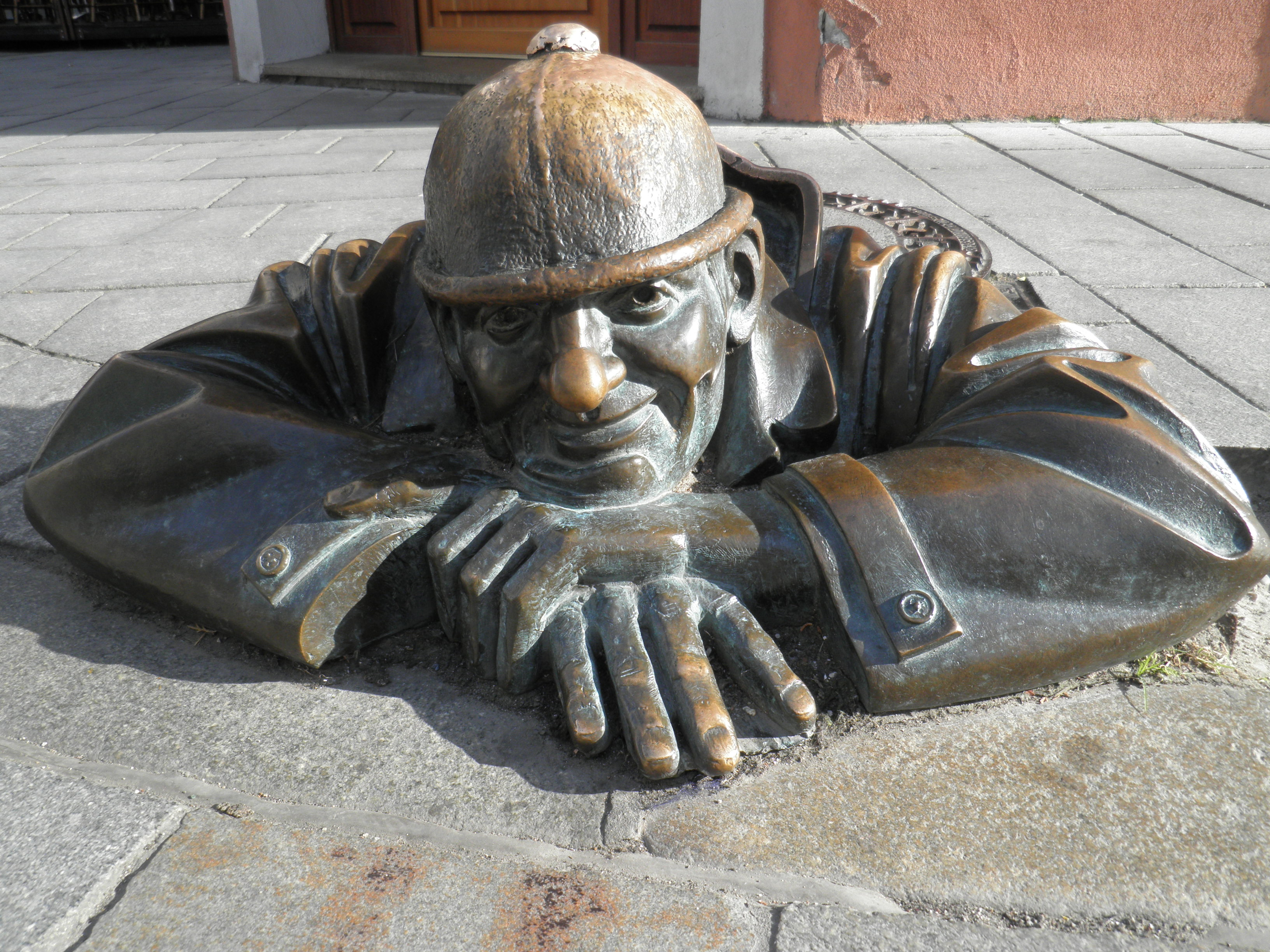
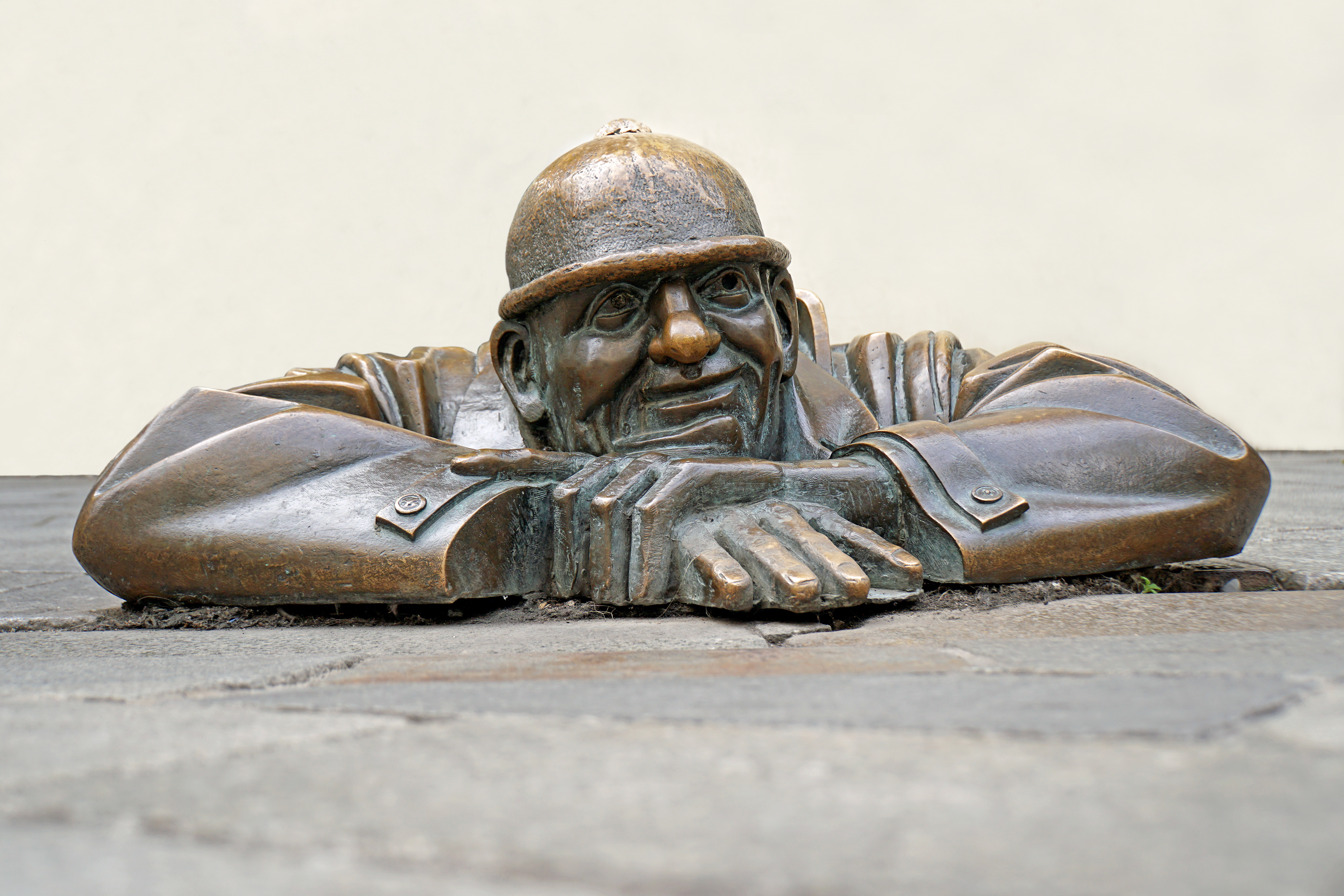